# Árabe de Juba
O árabe de Juba (em árabe de Juba: Arabi Juba, عربی جوبا; em árabe: عربية جوبا), também conhecido desde 2011 como árabe sul-sudanês, é uma língua franca falada principalmente na província de Equatória, no Sudão do Sul, e deriva seu nome da capital sul-sudanesa, Juba. Também é falado entre comunidades de pessoas do Sudão do Sul que vivem em cidades no Sudão. O pidgin se desenvolveu no século XIX, entre descendentes de soldados sudaneses, muitos dos quais foram recrutados no sul do Sudão. Os moradores de outras grandes cidades no Sudão do Sul, principalmente Malacal e Uau, geralmente não falam árabe de Juba, tendendo a usar um árabe mais próximo do árabe sudanês, além das línguas locais. Segundo consta, é a língua mais falada no Sudão do Sul (mais do que a língua oficial, o inglês), apesar das tentativas do governo de desencorajar o seu uso devido à sua associação com o antigo domínio árabe. 

## Classificação
A língua árabe de Juba deriva de um pidgin baseado no árabe sudanês. Possui uma gramática bastante simplificada, além da influência de línguas locais do sul do país. DeCamp, escrevendo em meados da década de 1970, classifica o árabe de Juba como uma língua pidgin e não crioula (o que significa que não é transmitida pelos pais aos filhos como primeira língua), embora Mahmud, escrevendo um pouco mais tarde, pareça vacilar sobre essa questão (veja as referências abaixo). A obra de Mamoude é politicamente significativa, pois representou o primeiro reconhecimento por parte de um intelectual do norte do Sudão de que o árabe de Juba não era apenas um "árabe mal falado", mas sim um dialecto distinto. 
Devido à guerra civil no sul do Sudão em 1983, pesquisas mais recentes sobre esse assunto foram restritas. No entanto, o crescimento do tamanho da cidade de Juba desde o início da guerra civil, seu relativo isolamento de grande parte de seu interior durante esse período, juntamente com o relativo colapso dos sistemas educacionais estatais na cidade-guarnição controlada pelo governo (o que teria incentivado ainda mais o uso do árabe em oposição ao árabe de Juba), podem ter mudado os padrões de uso e transmissão do árabe de Juba desde a última pesquisa disponível. Mais pesquisas são necessárias para determinar até que ponto o árabe de Juba pode agora ser considerado uma língua crioula em vez de uma língua pidgin.

## Fonologia

### Vogais
Cada vogal no árabe de Juba vem em pares mais abertos/mais fechados. Ela é mais aberta em dois ambientes: sílabas tônicas precedendo /ɾ/ e sílabas átonas. Por exemplo, contraste o /i/ em girish [ˈɡɪ.ɾɪɕ] "piastra" e mile [ˈmi.lɛ] "sal"; ou o /e/ em deris [ˈdɛ.ɾɪs] "lição" e leben [ˈle.bɛn] "leite". 
Ao contrário do árabe padrão, o árabe juba não faz distinção entre vogais curtas e longas. No entanto, vogais longas no árabe padrão muitas vezes se tornam tônicas no árabe juba. O estresse pode ser gramatical, como em weledu [ˈwe.lɛ.dʊ] "dar à luz" e weleduu [wɛ.lɛˈdu] "nascer". 
|        | Anterior  | Postorior |
| ------ | --------- | --------- |
| Fechar | ɪ ~ i ⟨i⟩ | ʊ ~ u ⟨u⟩ |
| Meio   | ɛ ~ e ⟨e⟩ | ɔ ~ o ⟨o⟩ |
| Abrir  | a ⟨a⟩     | a ⟨a⟩     |

### Consoantes
O árabe de juba omite algumas consoantes encontradas no árabe padrão. Em particular, o árabe de Juba não faz distinção entre pares de consoantes simples e enfáticas (por exemplo, س sīn e ص ṣād ), mantendo apenas a variante simples. Além disso, ع ʿayn nunca é pronunciado, enquanto ه hāʾ e ح ḥāʾ pode ser pronunciado [h] ou omitido completamente. Por outro lado, o árabe juba usa consoantes não encontradas no árabe padrão: v /β/, ny /ɲ/ e ng /ŋ/ . Finalmente, a duplicação consonantal, também conhecida como geminação ou tashdid em árabe latim, está ausente em árabe de Juba. Compare o árabe padrão سُكَّر sukkar e Juba Árabe sukar, que significa "açúcar".
Na tabela a seguir, as transcrições latinas comuns aparecem entre colchetes angulares ao lado dos fonemas. Os parênteses indicam fonemas que são relativamente raros ou que têm maior probabilidade de serem usados no registo "educado" do árabe de Juba. 
|             |             | Bilabial | Alveolar | Alveoóo-palatal | Velar  | Glotal  |
| ----------- | ----------- | -------- | -------- | --------------- | ------ | ------- |
| Nasal       | Nasal       | m ⟨m⟩    | n ⟨n⟩    | ɲ̟ ⟨ny⟩          | ŋ ⟨ng⟩ |         |
| Plosiva     | Sem voz     |          | t ⟨t⟩    |                 | k ⟨k⟩  | (ʔ) ⟨'⟩ |
| Plosiva     | Dublado     | b ⟨b⟩    | d ⟨d⟩    | ɟ̟ ⟨j⟩           | ɡ ⟨g⟩  |         |
| Fricativa   | Sem voz     | ɸ ⟨f⟩    | s ⟨s⟩    | (ɕ) ⟨sh⟩        |        | (h) ⟨h⟩ |
| Fricativa   | Dublado     | β ⟨v⟩    | z ⟨z⟩    |                 |        |         |
| Simples     | Simples     |          | ɾ ⟨r⟩    |                 |        |         |
| Aproximante | Aproximante | w ⟨w⟩    | l ⟨l⟩    | j ⟨y⟩           |        |         |

1. ↑  As oclusivas glotais são raras, mas necessárias em algumas palavras, como la' significa "não".
2. ↑  ⟨sh⟩ é raro e pode frequentemente ser pronunciado [s].
3. ↑  ⟨h⟩ é raro e muitas vezes pode não ser pronunciado.
4. ↑  ⟨z⟩ pode ser um sinal de educação em algumas áreas, mas é comum em alguns dialetos rurais.

## Ortografia
O árabe de Juba não normalizou ortografia, mas o lfabeto latino é amplamente utilizado. Um dicionário foi publicado em 2005, Kamuus ta Arabi Juba wa Ingliizi, usando a escrita latina.

## Vocabulário
A seguinte é um exemplo de vocabulário retirado de Smith e Ama (1985):
| Árabe de Juba | Origem                                                           | Português |
| ------------- | ---------------------------------------------------------------- | --------- |
| gelba         | Do árabe qalb                                                    | coração   |
| jannub        | Do árabe janūb                                                   | sul       |
| jidaada       | Do árabe sudanês jidāda, a partir do árabe dajāja (com metátese) | galinha   |
| tarabeeza     | Do árabe sudanês ṭarabēza, a partir do grego trapézi             | quadro    |
| yatu          | Do árabe sudanês yātu                                            | que       |
| bafra         | Do dinca bafora                                                  | mandioca  |